# Carlisle Grounds
Carlisle Grounds – stadion piłkarski w Bray, w Irlandii. Obiekt może pomieścić 3500 widzów. Boisko ma wymiary 103 m x 64 m. Swoje spotkania rozgrywa na nim drużyna Bray Wanderers A.F.C.